# Memoriał Huberta Jerzego Wagnera 2011
Memoriał Huberta Jerzego Wagnera 2011 - 9. edycja turnieju siatkarskiego odbyła się w dniach 26-28 sierpnia 2011 roku w hali Spodek w Katowicach.

## Uczestnicy
- Czechy
- Polska
- Rosja
- Włochy

## Tabela
| Lp. | Drużyna | Pkt | Mecze | Mecze   | Mecze   | Sety | Sety | Sety  | Małe punkty | Małe punkty | Małe punkty |
| Lp. | Drużyna | Pkt | M     | W (3:2) | P (2:3) | wyg. | prz. | ratio | zdob.       | str.        | ratio       |
| --- | ------- | --- | ----- | ------- | ------- | ---- | ---- | ----- | ----------- | ----------- | ----------- |
| 1   | Włochy  | 8   | 3     | 3 (1)   | 0 (0)   | 9    | 4    | 2.250 | 324         | 315         | 1.029       |
| 2   | Rosja   | 7   | 3     | 2 (0)   | 1 (1)   | 8    | 3    | 2.667 | 274         | 229         | 1.197       |
| 3   | Czechy  | 3   | 3     | 1 (0)   | 2 (0)   | 4    | 6    | 0.667 | 233         | 252         | 0.925       |
| 4   | Polska  | 0   | 3     | 0 (0)   | 3 (0)   | 1    | 9    | 0.111 | 205         | 240         | 0.854       |

Źródło: fundacjawagnera.pl
Punktacja: 3:0 i 3:1 – 3 pkt; 3:2 – 2 pkt; 2:3 – 1 pkt; 1:3 i 0:3 – 0 pkt
Zasady ustalania kolejności: 1. liczba punktów; 2. stosunek setów; 3. stosunek małych punktów; 4. bilans w bezpośrednich meczach

## Wyniki
| Data       | Drużyna 1 | Wynik | Drużyna 2 | 1     | 2     | 3     | 4     | 5     | * |
| ---------- | --------- | ----- | --------- | ----- | ----- | ----- | ----- | ----- | - |
| 26.08.2011 | Rosja     | 2:3   | Włochy    | 30:32 | 25:19 | 32:30 | 22:25 | 15:17 |   |
| 26.08.2011 | Polska    | 0:3   | Czechy    | 21:25 | 18:25 | 25:27 |       |       |   |
|            |           |       |           |       |       |       |       |       |   |
| 27.08.2011 | Czechy    | 0:3   | Rosja     | 17:25 | 18:25 | 14:25 |       |       |   |
| 27.08.2011 | Polska    | 1:3   | Włochy    | 15:25 | 25:13 | 23:25 | 21:25 |       |   |
|            |           |       |           |       |       |       |       |       |   |
| 28.08.2011 | Czechy    | 1:3   | Włochy    | 25:27 | 36:38 | 25:23 | 21:25 |       |   |
| 28.08.2011 | Polska    | 0:3   | Rosja     | 22:25 | 16:25 | 19:25 |       |       |   |

## Nagrody indywidualne
| Najlepszy atakujący | Najlepszy blokujący | Najlepszy serwujący | Najlepszy przyjmujący | Najlepszy libero | Najlepszy rozgrywający | Najlepszy gracz (MVP) |
| ------------------- | ------------------- | ------------------- | --------------------- | ---------------- | ---------------------- | --------------------- |
| Maksim Michajłow    | Luigi Mastrangelo   | Aleksandr Wołkow    | Dienis Biriukow       | Andrea Giovi     | Lukáš Ticháček         | Cristian Savani       |